# Sanoyah
Sanoyah est l'une des douze communes constituant la ville de Conakry, capitale de la Guinée.

## Histoire
Avant, il relevaient de la commune de Coyah, Sanoyah est ériger en commune en janvier 2024, le CNT approuve le nombre de commune de Conakry à douze sur proposition du ministère de l'administration du territoire dont Gbessia, Tombolia, Lambanyi, Sonfonia, Kagbelien et Sanoyah.

## Situation géographique
La commune urbaine de Sanoyah dont le chef-lieu est Sanoyah Km36, elle est limitée à l’est par le district de Fassiah-Centre et Sanoyah Km36, à l’ouest par la transversale numéro 9 (T9), Lansanayah barrage jusqu’en bordure de mer, au nord par la route Leprince et son prolongement et au sud par l’Océan Atlantique.

## Quartiers
la commune de Sanoyah fait partie des 12 communes de Conakry. Elle compte 11 quartiers et 45 secteurs.

## Administration
En avril 2024, le MATD confie la gestion des nouvelles communes a des délégations spéciales
| N° | Nom                    | intituler | Debut       | fin      | motif |
| -- | ---------------------- | --------- | ----------- | -------- | ----- |
| 01 | Ali Manden Mansa Kéïta | President | avril 2024, | En cours |       |
|    |                        |           |             |          |       |